# Cao su non

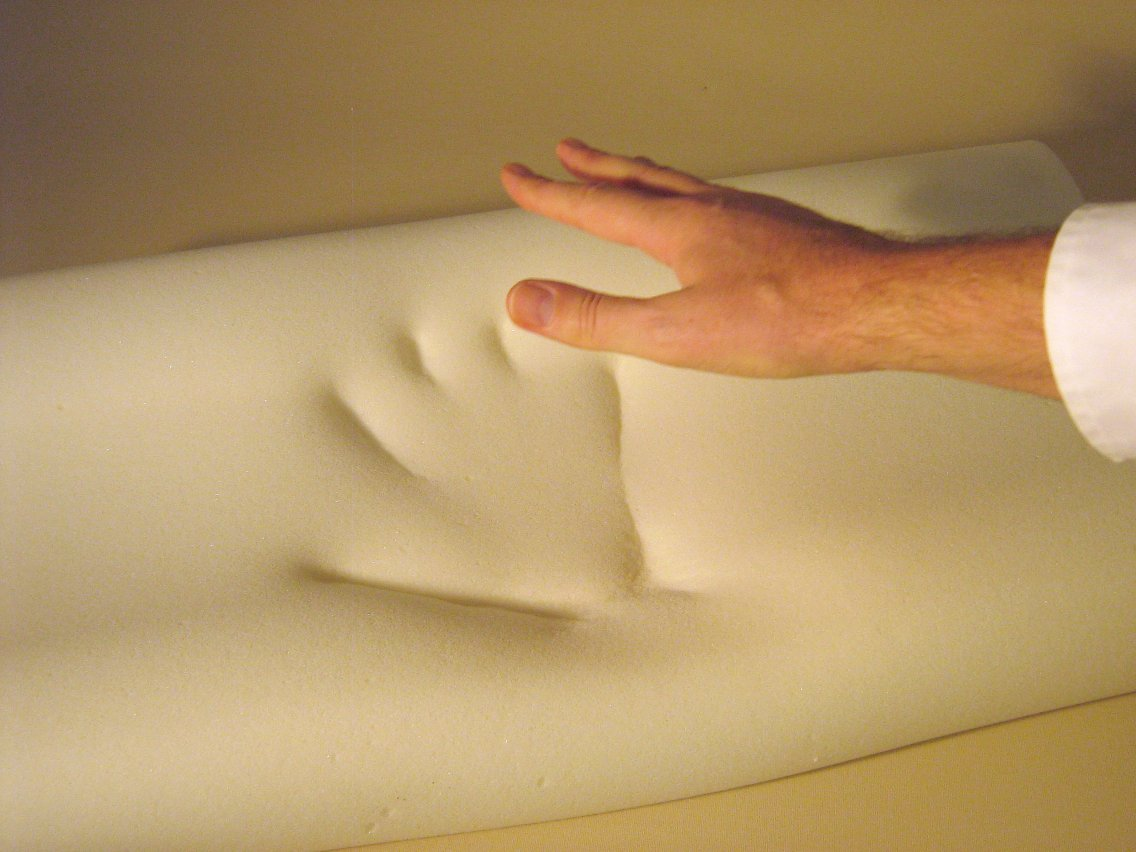
Độ đàn hồi của chất liệu cao su non

Cao su non hay cao su non (tiếng Anh: Memory foam) là một loại vật liệu được phát triển từ polyurethane (PU) bằng cách bổ sung thêm các phụ gia làm tăng khối lượng riêng và độ nhớt của vật liệu nhằm tạo nên khả năng lưu giữ khuôn dạng vật thể có nhiệt độ ấm và phục hồi hình dạng cũ sau một thời gian khi vật thể được lấy ra. Nó thường được gọi là bọt polyurethane "nhớt đàn hồi" hoặc bọt polyurethane có độ đàn hồi thấp (LRPu)
"Cao su non" không được làm từ Mủ cây cao su tự nhiên, nên tên gọi này dễ gây hiểu lầm. Trong thực tế, cao su non được làm từ dầu mỏ, tương tự như nhựa, nylon. Cao su non được ra đời nhằm mô phỏng những đặc tính tự nhiên ưu việt của cao su tự nhiên như mềm dẻo, đàn hồi. Tuy nhiên, trên thực tế, cao su non vẫn còn nhiều nhược điểm như độ đàn hồi chậm, thoát khí kém hơn và ít thân thiện với môi trường.

## Lịch sử

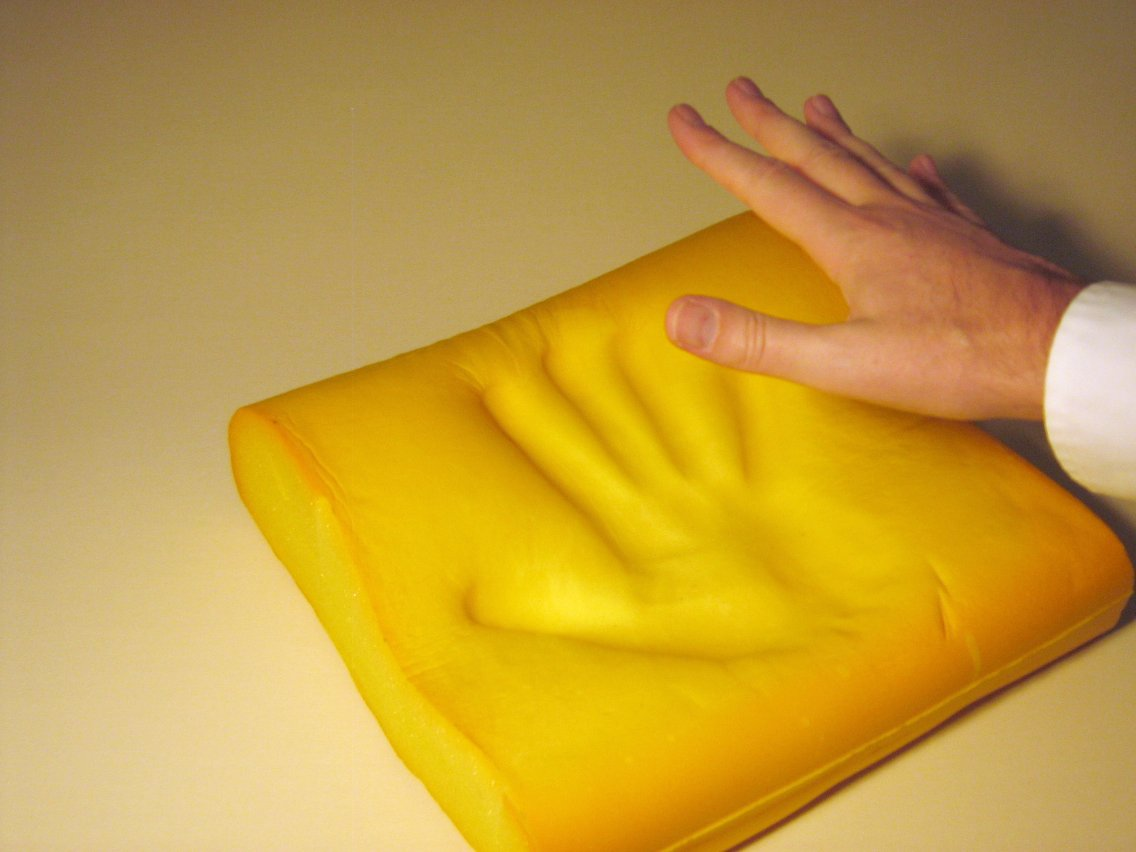
Cao su non có độ đàn hồi chậm hơn so với mút ở trên. Lưu ý đặc tính màu vàng polyurethane do tiếp xúc với ánh sáng.

Cao su non được phát triển vào năm 1966 bởi Trung tâm Nghiên cứu Ames của NASA. Mục đích là để cải thiện sự an toàn của đệm máy bay. Bọt hoạt tính nhạy cảm với nhiệt độ ban đầu được gọi là "bọt hồi chậm"; hầu hết gọi nó là "bọt nóng". Được tạo ra bằng cách nạp khí vào một ma trận polyme, nó có cấu trúc rắn dạng ô mở phù hợp với áp suất tác động lên nó, nhưng dần dần trở lại hình dạng ban đầu.
Sau đó, việc thương mại hóa bọt này bao gồm việc sử dụng trong các thiết bị y tế như tấm lót bàn chụp X-quang và thiết bị thể thao như lót mũ bảo hiểm bóng đá Mỹ/Canada.
Khi NASA phát hành cao su non cho công cộng vào đầu những năm 1980, Fagerdala World Foams là một trong số ít các công ty sẵn sàng làm việc với bọt, vì quá trình sản xuất vẫn khó khăn và chưa thực sự đáng tin cậy. Tuy nhiên sản phẩm năm 1991 của họ, Nệm Thụy Điển Tempur-Pedic cuối cùng đã dẫn đến việc thành lập công ty nệm và đệm Tempur World.
Cao su non sau đó đã được sử dụng trong các y tế. Ví dụ, nó thường được sử dụng trong trường hợp bệnh nhân được yêu cầu phải nằm bất động trên giường trên một tấm nệm chắc chắn trong một khoảng thời gian. Áp lực trên một số vùng cơ thể của họ làm giảm lưu lượng máu đến khu vực, gây ra các vết loét áp lực hoặc hoại tử. Tuy nhiên nệm cao su non lại có khả năng giảm đáng kể các vấn đề như vậy. Tuyên bố cũng đã được chỉ ra rằng cao su non làm giảm mức độ nguy hiểm của đau liên quan đến đau xơ cơ.
Cao su non ban đầu quá đắt để sử dụng rộng rãi, nhưng sau này trở nên rẻ hơn. Công dụng phổ biến nhất trong gia đình của nó là làm nệm, gối, giày và chăn. Nó cũng được sử dụng trong y tế, chẳng hạn như đệm ngồi xe lăn, gối giường bệnh viện và đệm cho những người bị đau lâu dài hoặc có vấn đề về tư thế; ví dụ, gối kê cổ bằng cao su non có thể làm dịu cơn đau cổ mãn tính. Đặc tính giữ nhiệt của nó có thể giúp ích cho một số người bị đau, những người nhận thấy hơi ấm bổ sung sẽ giúp giảm đau.

## Cơ chế
Cao su non có được đặc tính nhớt đàn hồi từ một số hiệu ứng, do cấu trúc bên trong của vật liệu. Hiệu ứng mạng là lực có tác dụng phục hồi cấu trúc của cao su khi nó bị biến dạng. Hiệu ứng này được tạo ra bởi vật liệu xốp bị biến dạng đẩy ra ngoài để khôi phục cấu trúc của nó trước áp suất tác dụng. Ba hiệu ứng hoạt động chống lại hiệu ứng mạng, làm chậm quá trình tái tạo cấu trúc ban đầu:
- Hiệu ứng khí nén, gây ra bởi thời gian không khí đi vào cấu trúc xốp của cao su.
- Hiệu ứng kết dính, hoặc độ bám dính, gây ra bởi độ dính của các bề mặt bên trong cao su, hoạt động chống lại sự giảm áp khi các lỗ bên trong ép lại với nhau
- Hiệu ứng thư giãn (lực mạnh nhất trong ba lực chống lại sự giãn nở), do tính chất vật liệu của cao su ở gần điểm chuyển dịch lỏng-rắn của nó—hạn chế tính di động của nó, buộc mọi thay đổi phải diễn ra dần dần và làm chậm quá trình giãn nở của cao su sau khi áp suất đã được loại bỏ

Các hiệu ứng phụ thuộc vào nhiệt độ, vì vậy phạm vi nhiệt độ mà cao su non duy trì các đặc tính của nó bị hạn chế. Nếu nó quá lạnh, nó cứng lại. Nếu quá nóng, nó hoạt động giống như cao su thông thường, nhanh chóng trở lại hình dạng ban đầu. Tính vật lý cơ bản của quá trình này có thể được mô tả bằng polyme rão.
Các hiệu ứng khí nén và chất kết dính có mối tương quan chặt chẽ với kích thước của các lỗ xốp trong cao su non. Lỗ nhỏ hơn dẫn đến diện tích bề mặt bên trong cao hơn và giảm lưu lượng không khí, tăng độ bám dính và hiệu ứng khí nén. Do đó, các đặc tính của cao su có thể được kiểm soát bằng cách thay đổi cấu trúc tế bào và độ rỗng. Điểm chuyển dịch của nó cũng có thể được điều chỉnh bằng cách sử dụng các chất phụ gia trong vật liệu của cao su.
Tính chất cơ học của cao su non có thể ảnh hưởng đến sự thoải mái của nệm được sản xuất cùng với nó. Ngoài ra còn có sự đánh đổi giữa sự thoải mái và độ bền. Một số cao su non nhất định có thể có cấu trúc tế bào cứng hơn, dẫn đến sự phân bổ trọng lượng yếu hơn, nhưng khả năng phục hồi cấu trúc ban đầu tốt hơn, dẫn đến khả năng chu kỳ và độ bền được cải thiện. Cấu trúc tế bào dày hơn cũng có thể chống lại sự xâm nhập của hơi nước, dẫn đến giảm độ mòn và độ bền cũng như hình thức tổng thể tốt hơn.

## Nệm
Nệm cao su non thường đặc hơn các loại đệm xốp khác, làm cho nó nặng hơn và hỗ trợ tốt hơn. Nệm cao su non thường được bán với giá cao hơn so với đệm truyền thống.
Cao su non thế hệ thứ hai và thứ ba có cấu trúc tế bào mở phản ứng với nhiệt độ và trọng lượng cơ thể bằng cách giữ khuôn cơ thể người ngủ, giúp giảm các điểm áp lực, ngăn ngừa lở loét do áp lực, v.v.. Các nhà sản xuất tuyên bố rằng điều này có thể giúp giảm các điểm áp lực để giảm đau và thúc đẩy giấc ngủ ngon hơn, mặc dù không có nghiên cứu khách quan nào chứng minh lợi ích được tuyên bố của nệm.
Nệm cao su non giữ nhiệt cơ thể, vì vậy chúng có thể quá ấm trong thời tiết nóng. Tuy nhiên, cao su non dạng gel có xu hướng mát hơn do khả năng thoáng khí cao hơn.

## Tính độc hại
Khí thải từ đệm cao su non có thể trực tiếp gây kích ứng đường hô hấp nhiều hơn các loại đệm khác. Bọt hoạt tính, giống như các sản phẩm polyurethane khác, có thể dễ cháy. Luật pháp ở một số khu vực pháp lý đã được ban hành để yêu cầu tất cả các bộ đồ giường, bao gồm các mặt hàng bằng cao su non, phải có tính chống bắt lửa từ nguồn lửa trần như nến hoặc bật lửa. Luật về giường ngủ của Hoa Kỳ có hiệu lực vào năm 2010 đã thay đổi Bản tin Cal-117 để thử nghiệm FR.
Có lo ngại cho rằng mức độ cao của chất chống cháy PBDE thường được sử dụng trong bọt hoạt tính có thể gây ra các vấn đề về sức khỏe cho một số người dùng. PBDE không còn được sử dụng trong hầu hết các loại xốp lót giường, đặc biệt là ở Liên minh Châu Âu.
Các nhà sản xuất lưu ý về việc để trẻ sơ sinh và trẻ nhỏ không có người giám sát trên đệm cao su non, vì chúng có thể khó lật trở và gây ngạt thở.
Cơ quan Bảo vệ Môi trường Hoa Kỳ đã công bố hai tài liệu đề xuất Tiêu chuẩn Khí thải Quốc gia đối với Chất gây Ô nhiễm Không khí Nguy hiểm (National Emissions Standards for Hazardous Air Pollutants, viết tắt là HAP) liên quan đến khí thải độc hại tạo ra trong quá trình sản xuất các sản phẩm xốp polyurethane dẻo. Khí thải HAP liên quan đến quá trình sản xuất bọt polyurethane bao gồm methylene chloride, toluene diisocyanate, methyl chloroform, methylene diphenyl diisocyanate, propylene oxide, diethanolamine, metyl etyl xeton, methanol và toluen. Tuy nhiên, không phải tất cả các khí thải hóa học liên quan đến việc sản xuất các vật liệu này đã được phân loại. Methylene chloride chiếm hơn 98 phần trăm tổng lượng khí thải HAP từ ngành công nghiệp này. Tiếp xúc ngắn hạn với methylene chloride nồng độ cao cũng gây kích ứng mũi và cổ họng. Ảnh hưởng của việc tiếp xúc mãn tính (lâu dài) với methylene chloride ở người liên quan đến hệ thần kinh trung ương, bao gồm đau đầu, chóng mặt, buồn nôn và mất trí nhớ. Các nghiên cứu trên động vật chỉ ra rằng hít phải methylene chloride ảnh hưởng đến gan, thận và hệ tim mạch. Tác dụng phát triển hoặc sinh sản của methylene chloride chưa được báo cáo ở người, nhưng các nghiên cứu hạn chế trên động vật đã báo cáo trọng lượng cơ thể thai nhi giảm ở chuột bị phơi nhiễm.